# كوايان
كوايان أو بلدية كوايان (بالتاغالوغية: Bayan ng Kawayan)‏ هي بلدية في مقاطعة بيليران، الفلبين. يبلغ عدد سكانها 20455 نسمة حسب تعداد عام 2020.

## مناخ
| البيانات المناخية لـبلدية كوايان  | البيانات المناخية لـبلدية كوايان | البيانات المناخية لـبلدية كوايان | البيانات المناخية لـبلدية كوايان | البيانات المناخية لـبلدية كوايان | البيانات المناخية لـبلدية كوايان | البيانات المناخية لـبلدية كوايان | البيانات المناخية لـبلدية كوايان | البيانات المناخية لـبلدية كوايان | البيانات المناخية لـبلدية كوايان | البيانات المناخية لـبلدية كوايان | البيانات المناخية لـبلدية كوايان | البيانات المناخية لـبلدية كوايان | البيانات المناخية لـبلدية كوايان |
| الشهر                             | يناير                            | فبراير                           | مارس                             | أبريل                            | مايو                             | يونيو                            | يوليو                            | أغسطس                            | سبتمبر                           | أكتوبر                           | نوفمبر                           | ديسمبر                           | المعدل السنوي                    |
| --------------------------------- | -------------------------------- | -------------------------------- | -------------------------------- | -------------------------------- | -------------------------------- | -------------------------------- | -------------------------------- | -------------------------------- | -------------------------------- | -------------------------------- | -------------------------------- | -------------------------------- | -------------------------------- |
| متوسط درجة الحرارة الكبرى °م (°ف) | 28 (82)                          | 28 (82)                          | 29 (84)                          | 30 (86)                          | 31 (88)                          | 30 (86)                          | 29 (84)                          | 29 (84)                          | 29 (84)                          | 29 (84)                          | 29 (84)                          | 28 (82)                          | 29 (84)                          |
| متوسط درجة الحرارة الصغرى °م (°ف) | 21 (70)                          | 21 (70)                          | 21 (70)                          | 22 (72)                          | 23 (73)                          | 24 (75)                          | 24 (75)                          | 24 (75)                          | 24 (75)                          | 24 (75)                          | 23 (73)                          | 22 (72)                          | 23 (73)                          |
| الهطول مم (إنش)                   | 72 (2.8)                         | 52 (2.0)                         | 65 (2.6)                         | 62 (2.4)                         | 87 (3.4)                         | 129 (5.1)                        | 153 (6.0)                        | 124 (4.9)                        | 147 (5.8)                        | 157 (6.2)                        | 139 (5.5)                        | 117 (4.6)                        | 1٬304 (51.3)                     |
| متوسط الأيام الممطرة              | 17.4                             | 13.4                             | 16.8                             | 18.0                             | 22.2                             | 25.3                             | 26.2                             | 24.2                             | 24.9                             | 26.0                             | 23.3                             | 20.8                             | 258.5                            |
| المصدر: Meteoblue                 |                                  |                                  |                                  |                                  |                                  |                                  |                                  |                                  |                                  |                                  |                                  |                                  |                                  |